# オットー・フロイントリッヒ
オットー・フロイントリッヒ（Otto Freundlich、1878年7月10日 - 1943年3月9日か3月10日）はドイツの画家、彫刻家である。抽象画を描いた最初期の画家の一人である。1943年にポーランドのルブリン強制収容所でホロコーストの犠牲になった。

## 略歴
ポンメルンのシュトルプ（現在のポーランドポモージェ県スウプスク）で船主の息子に生まれた。学校を中退して、商人の見習いになり、ハンブルクで材木商の兄の仕事を手伝った後、1901年にアビトゥーア（大学入学資格試験）に合格し、大学で歯科学を学ぶが、1902年から芸術に転じ、ミュンヘンやベルリンで音楽理論や哲学を学んだ。1906年末の冬からフィレンツェを旅し、自分に彫刻や絵画の才能があると自覚し、ベルリンで、ローター・フォン・クノフスキ(Lothar von Kunowski)やロヴィス・コリントに絵を学び 、アルトゥール・レヴィン＝フンケ(Arthur Lewin-Funcke)に彫刻を学んだ。
1908年にパリに移りモンマルトルの集合アトリエ「洗濯船」に住み、パブロ・ピカソやジョルジュ・ブラックらと共に暮らした。1909年と1910年のベルリン分離派の展覧会や1912年の前衛美術家のグループ、「ゾンダーブント(Sonderbund)」のケルンの展覧会にも出展した。1911年に初めて抽象絵画を描いた。1913年にベルリンで開かれた「Erster Deutscher Herbstsalon(最初のドイツ秋季展)」にも出展した。1914年にシャルトル大聖堂のステンドグラスの仕事もした。
第一次世界大戦が始まる少し前にドイツに戻り、戦争が始まると医療兵として働いた後、1918年に除隊となった。画家のハンス・ボルツ(Hanns Bolz)とも親しくなった。1918年に設立された表現主義の美術家のグループ「Novembergruppe」に参加した。ヨハネス・セオドール・バアルゲルト(Johannes Theodor Baargeld)のようなベルリンのダダイズムの美術家と交流した。
1924年にパリに移り、パリやチューリッヒ、バーゼル、アムステルダム、ケルンなどの展覧会に出展し、1931年に美術家グループ「アブストラクション・クレアシオン」(Abstraction-Création) に加わった。
ドイツでナチスが権力を掌握するとロイントリッヒの作品は「退廃芸術」に指定され、美術館から排除された。
第2次世界大戦が始まると、フランスでドイツ人として抑留された後、釈放され、ヴィシー政権にユダヤ人として自宅軟禁などの処置をうけた。アメリカに逃亡する試みも失敗し、1943年2月23日にドイツ軍に逮捕された。パリ近郊の収容所に収容された後、約1,000人のユダヤ人とともにポーランドに強制送還された。その輸送中か、1943年3月10日に列車が到着したルブリン強制収容所で殺害されたとされるが、亡くなった日時はわかっていない。

## 作品

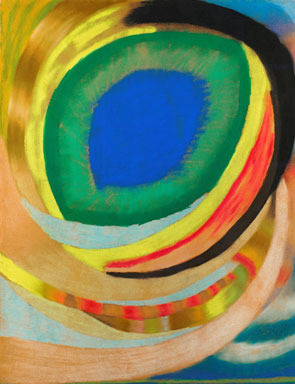
"Kosmisches Auge" (1921-1922)
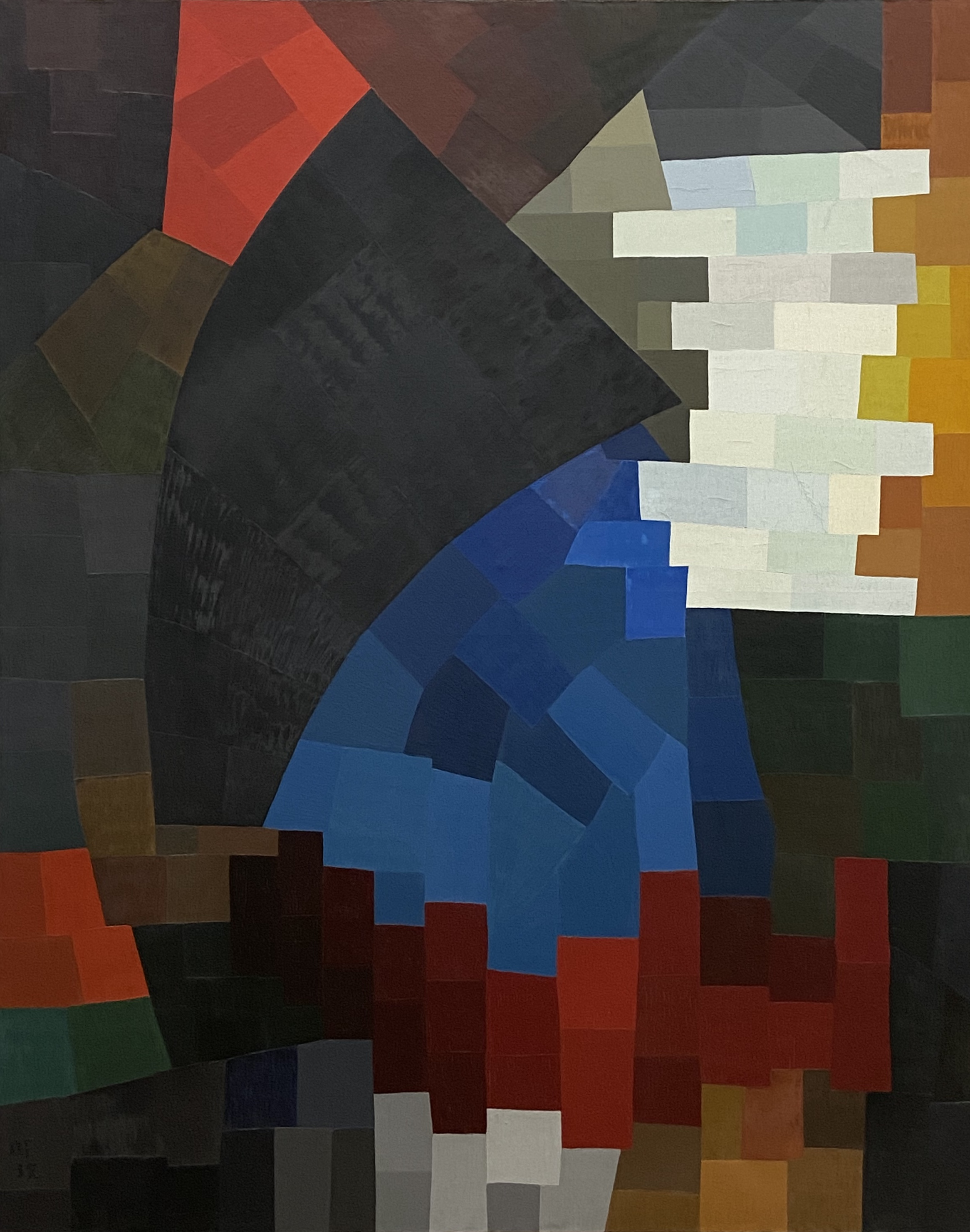
"Komposition" (1932)
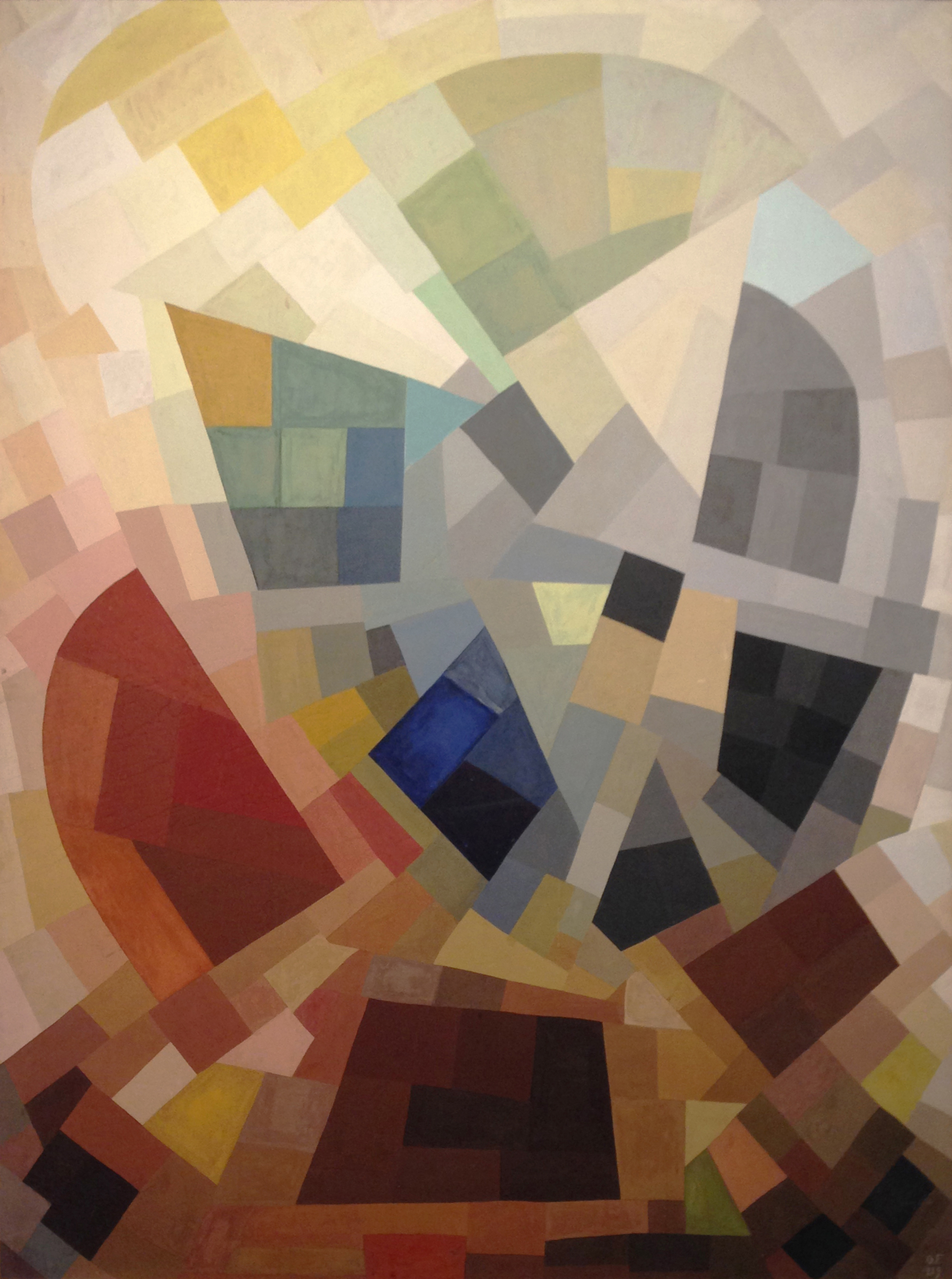
Komposition (1939)
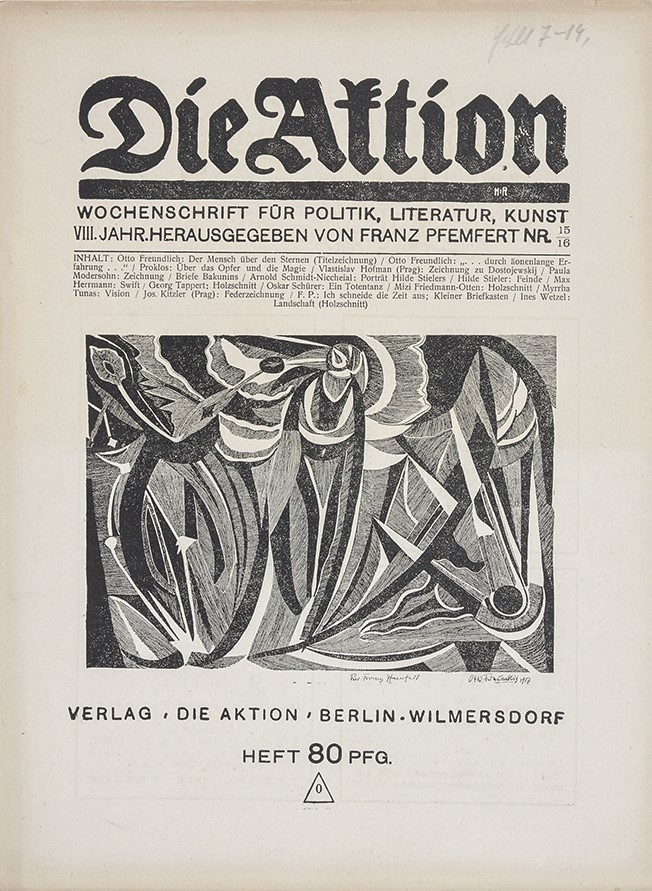
文芸誌「ディー・アクティオーン」表紙絵 (1918)
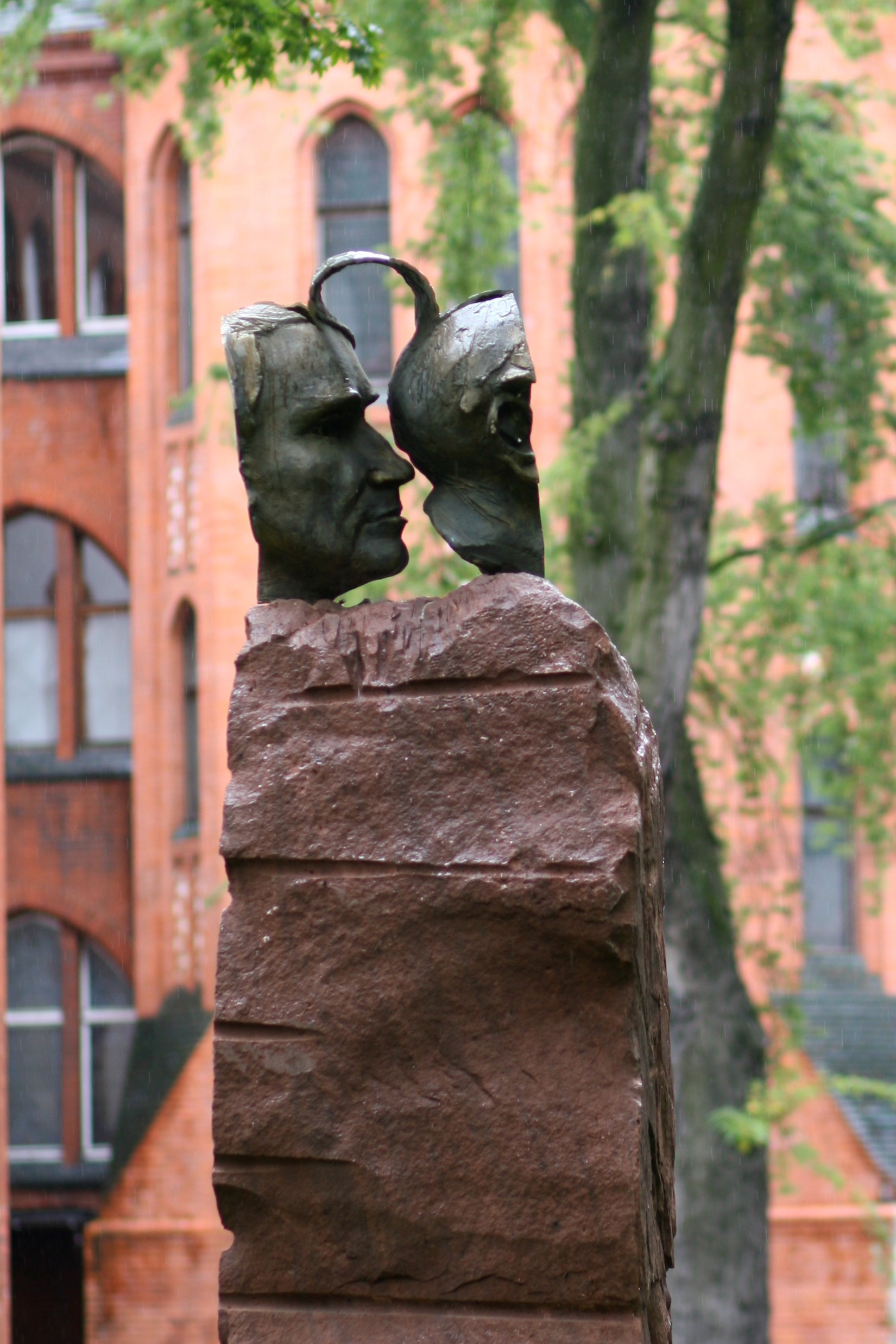
彫刻
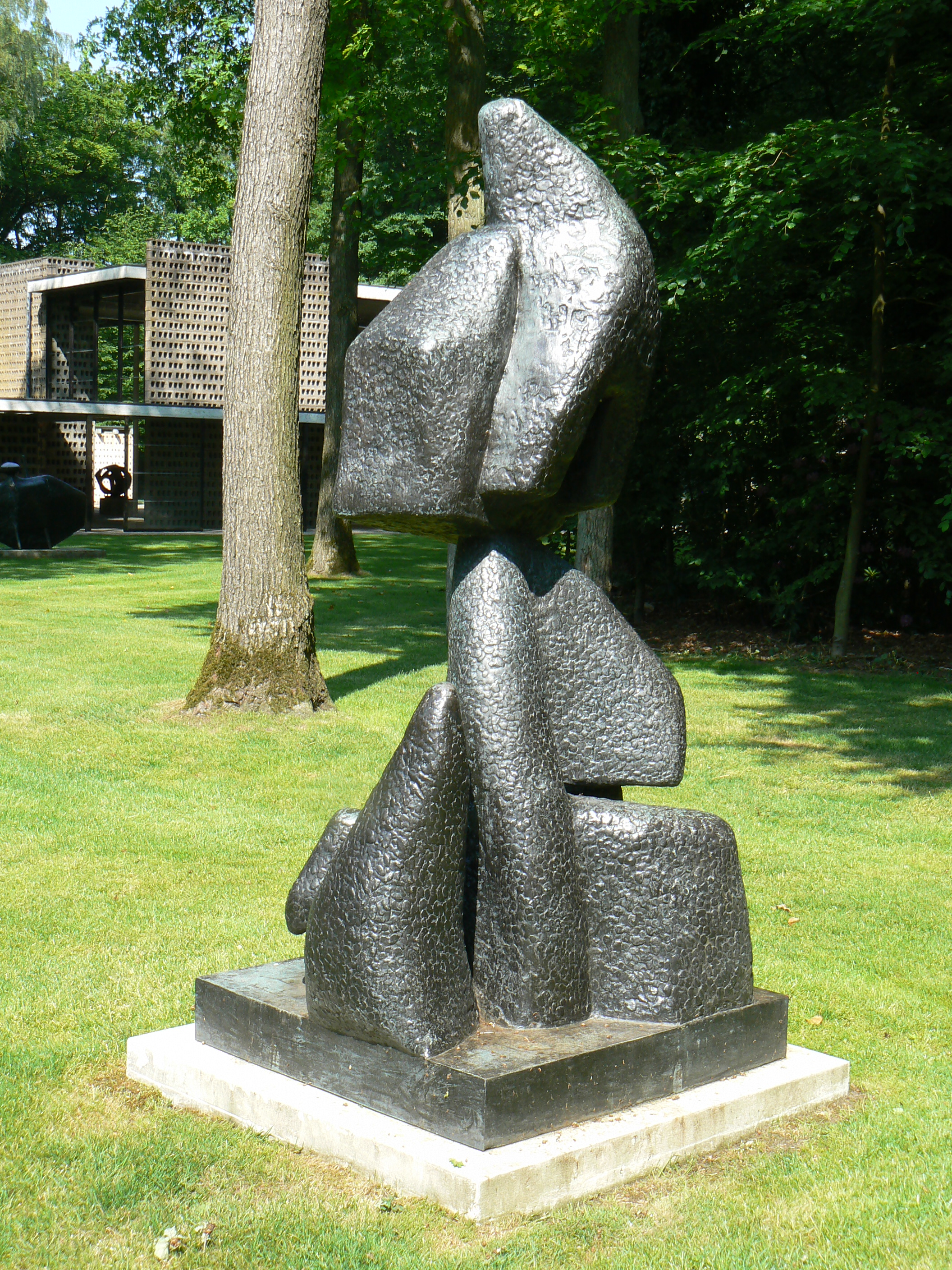
彫刻
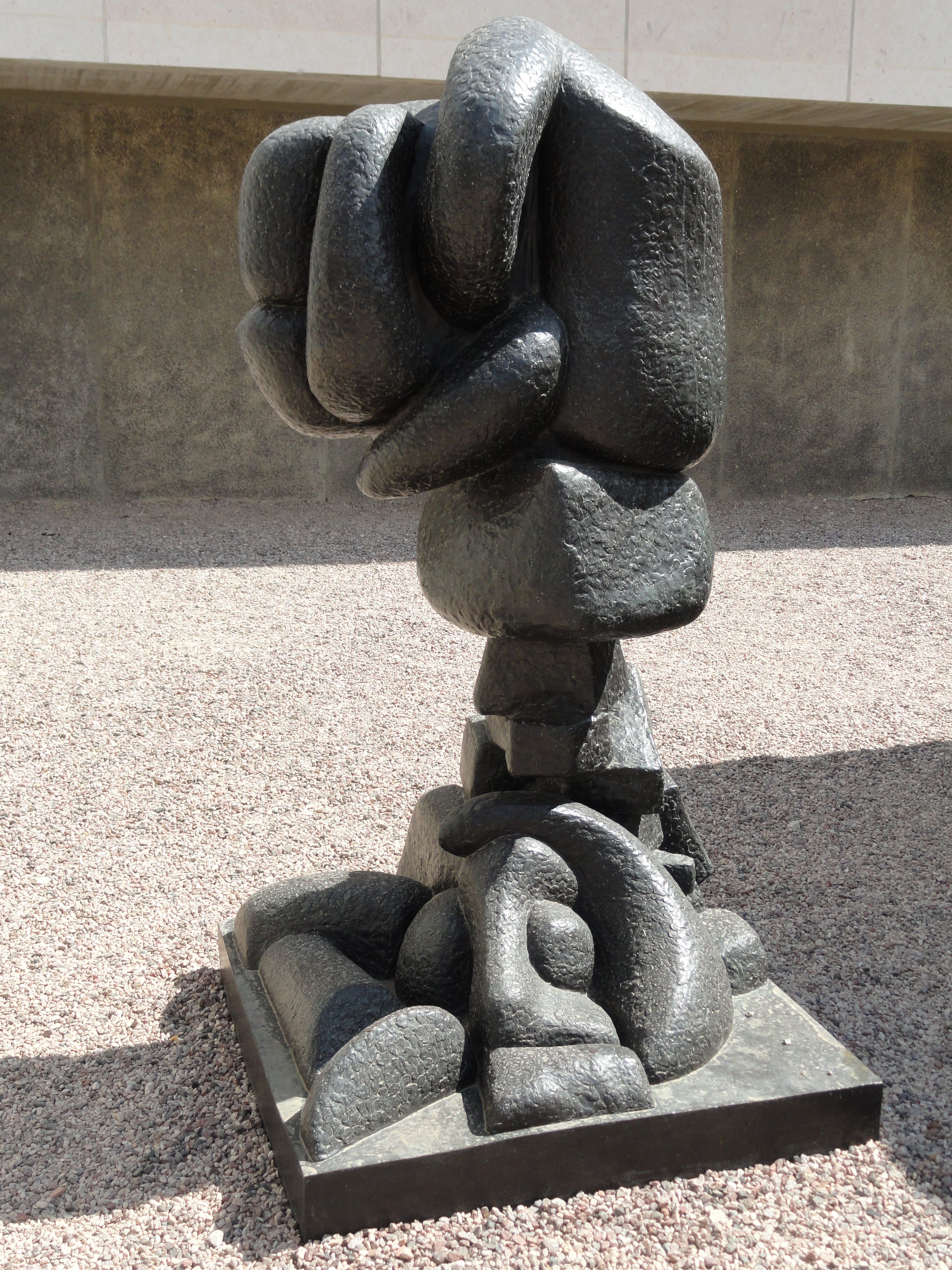
彫刻